# Lost Identity
Lost Identity (bürgerlich: Marius Grassler; * 8. Oktober 1992) ist ein deutscher DJ und Produzent. Er ist Resident-DJ von Parookaville und spielt weltweit auf Festivals wie Tomorrowland und Ultra sowie Q-Dance Events. Sein Stil ist im Bereich Hardstyle einzuordnen, dazu werden genreübergreifend Elemente von Trap, Dubstep und klassischem EDM kombiniert. Er steht bei Coones Label Dirty Workz unter Vertrag. Lost Identity wurde ursprünglich als Duo in Geldern gegründet.

## Gründungsmitglieder
- Marius Grassler aus Grefrath war bis 2015 unter dem Namen MG92 als DJ aktiv.
- Sebastian Biesen (* 7. September 1995) aus Issum war bis 2015 unter dem Namen SemixX als DJ aktiv und spielte u. a. auf der Nature One.[1]

## Werdegang

### Bis 2016: Zusammenfindung und Parookaville-Residenz
Beide spielten zu Beginn ihrer Karriere als Solo-DJ auf Abifeten, insbesondere regelmäßig in der E-Dry Geldern. Auch organisierten sie zusammen ein eigenes Event mit 900 Gästen. Sie wurden oft zusammen gebucht und spielten ihre Auftritte back-to-back, sodass sie ab Anfang 2015 offiziell nur noch zusammen als Lost Identity auflegten. Der Name rührt aus dem Gedanken her, dass beide wegen des Zusammenschlusses ihre alten „(DJ-)Identitäten verloren“ haben. Es folgten Festivalauftritte beim World Club Dome, Ruhr In Love, Open Beatz, Nature One und der Erstausgabe von Parookaville. Letzteres wird von Bernd Dicks organisiert, der auch als Manager von Lost Identity fungiert. Seitdem sind sie Resident-DJs von Parookaville und repräsentieren das Festival als Botschafter in Clubs europaweit. So spielten sie Support für u. a. Tiësto und Marshmello im Kölner Bootshaus. Auch übernehmen sie jährlich das Mixing der Parookaville Kompilationen.

### 2017–2018: Produktionserfolge und Webradio-Aktivitäten

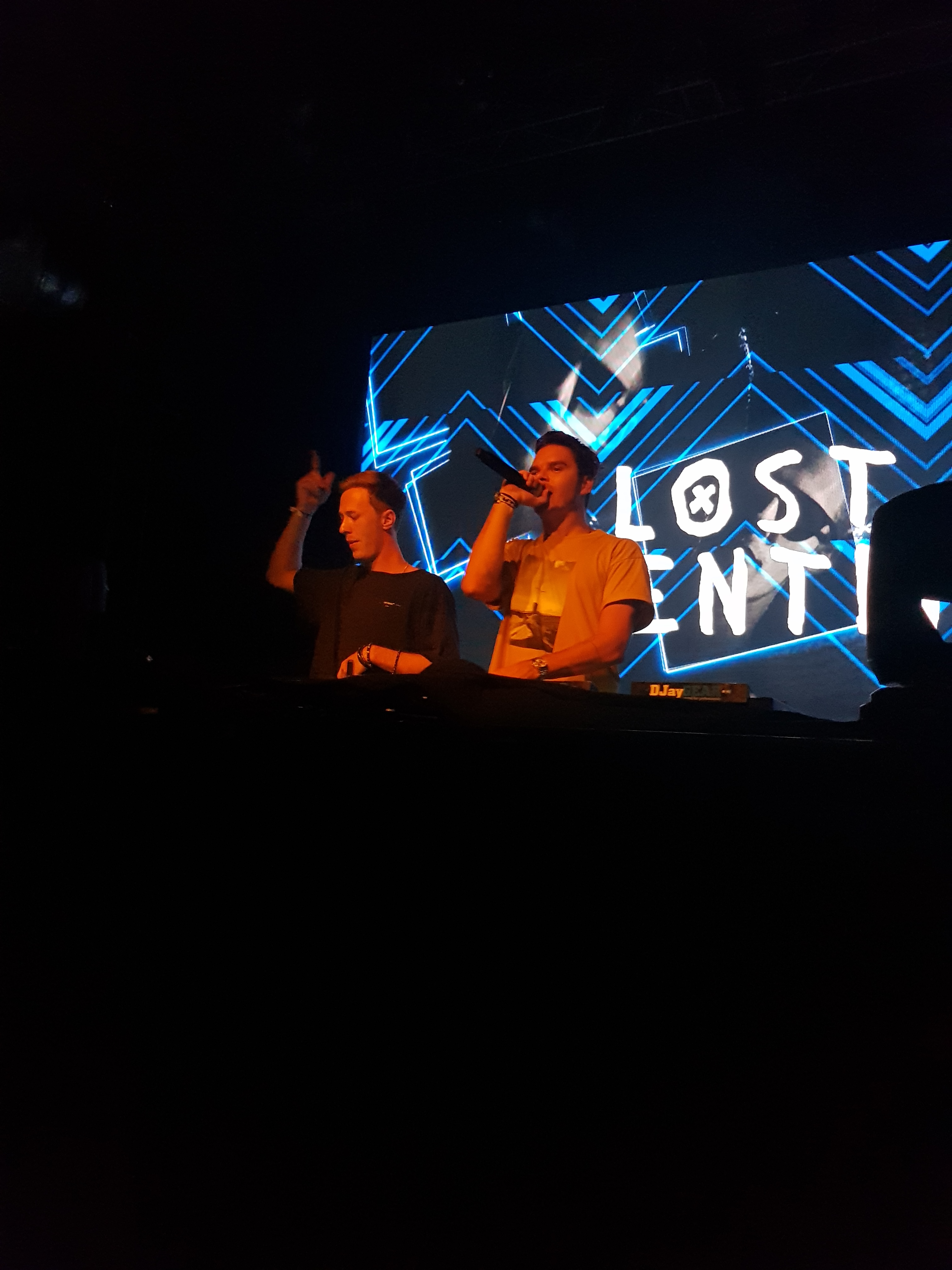
Lost Identity (links) mit Steve bei der ADE Skyline Sessions 2019

Nach ihren ersten beiden Releases Superstar und Numbers aus dem Jahr 2015, folgte 2016 ein Remix zur offiziellen Parookaville-Hymne Fix Me, der auf twolouds Label Playbox veröffentlicht wurde. Der nächste Track Get Ready entstand 2017 zusammen mit Mark Bale und erhielt Unterstützung von u. a. VINAI und Cedric Gervais. Nachdem Lost Identity mehrere Gastmixe für Hypercat Radio (#27, #53, #76, #106, #124, #132) auf BigcityBeats Radio lieferte sowie ihren eigenen Podcast Fxck Genres veröffentlichte, sind sie seit 2018 für den „Harder Music“ Kanal auf I Love Radio verantwortlich. Das Lied Send 'Em Home wurde unter KLASH, einem Sublabel von Armada, veröffentlicht und konnte den Nummer-1-Platz der Beatport Hard Dance Charts erreichen. Der Track Warped konnte an den Erfolg anknüpfen und erreichte ebenfalls die Beatport Charts. Es wurde von Headhunterz in seiner Radioshow Hard With Style aufgeführt und markiert den Beginn der Zusammenarbeit des Duos mit Dirty Workz. Seitdem wurden die meisten Produktionen unter dem Sublabel Wolf Clan veröffentlicht.

### Seit 2018: Internationale Festivalauftritte
Seit 2018 sind Lost Identity bei der Agentur Platform Agency unter Vertrag, das auch Coone international vertritt. Im selben Jahr spielten sie auf Festivals wie New Horizons, Ruhr In Love, Electrisize sowie zum ersten Mal das Closing auf der Parookaville Mainstage. Dabei präsentierten sie zusammen mit Lowriderz ihren gemeinsamen Song Earthquake, welcher als Teil der Q-Dance Compilations zu Q-Base und The Qontinent veröffentlicht wurde. Auf diesen Festivals hatten Lost Identity ebenfalls Auftritte.
Ihren bedeutendsten Gig hatte das Duo beim Tomorrowland 2018. Dabei spielten sie auf der von Sebastian Ingrossos Label Refune gehosteten Freedom Stage, der zweitgrößten Bühne von Tomorrowland, neben Künstlern wie Alesso und Otto Knows. Ende des Jahres folgte eine kleine Asien-Tournee sowie ein Auftritt beim Ultra Music Festival Korea. 2019 übernahmen sie wieder das Closing der Parookaville Mainstage mit den Gästen Teknoclash und Le Shuuk und hosteten eine eigene Stage auf dem Festival. Auch spielten sie wieder beim Tomorrowland, dieses Mal auf der Q-Dance Stage. Das Duo war zuvor schon Teil des Q-Dance Events X-Qlusive mit Da Tweekaz in Amsterdam. Im Rahmen einer von Parookaville initiierten Partyreihe im Megapark spielten sie außerdem zwei Shows mit Hugel und W&W auf Mallorca.
Im Oktober 2019 gab Biesen bekannt, aus beruflichen Gründen nicht mehr für Lost Identity aktiv zu sein. Den letzten Auftritt als Duo hatten sie beim Blacklist Festival. Seitdem wird das Projekt von Grassler allein fortgeführt. Sein erster Soloauftritt fand bei der Skyline Sessions als Teil des Amsterdam Dance Events statt. Kurz danach veröffentlichte er den beim Parookaville 2019 premierten Track Who We Are.

## Diskografie

### Singles
- 2015: Superstar [Solektro]
- 2015: Numbers [120 dB]
- 2017: Rave Mask (mit Ribellu) [Free Release]
- 2017: Get Ready (mit Mark Bale) [Run DBN]
- 2018: Send 'Em Home [KLASH]
- 2018: Warped [Wolf Clan]
- 2018: Earthquake (mit Lowriderz) [Wolf Clan]
- 2018: On The Flow [Wolf Clan]
- 2019: Never Asking (mit Teknoclash) [Wolf Clan]
- 2019: Burn The World [Wolf Clan]
- 2019: One & Only (mit Teknoclash) [Wolf Clan]
- 2019: Who We Are [Dirty Workz]
- 2020: Addicted [Dirty Workz]
- 2020: Get Rich [Maxximize]
- 2021: Your Name (mit Teknoclash) [Kontor]
- 2021: This Is Me (mit MC DL) [I AM HARDSTYLE]
- 2022: Charlotte (Acid Sounds) (mit Maxtreme) [Two Finger High]
- 2022: Burnup (mit Teknoclash und GLDY LX)
- 2022: Ghost Town (mit IIVES) [Smashed Society]
- 2023: Morgenlicht (mit Jebroer und Teknoclash)
- 2023: Rodeo (mit GLDY LX) [Smashed Society]
- 2023: Don’t Wanna Know Your Name (mit Teknoclash und IIVES)
- 2023: Gänsehaut (mit Teknoclash und MEELA) [Kontor]
- 2023: Gemini (mit Neptunica und Teknoclash) [Kontor]
- 2023: Sugar Rush (mit Jerome und Teknoclash) [Kontor]
- 2023: One of Us (mit Eveek und Leona Shijaku) [Kontor]
- 2023: Blackout (mit Andrew Liogas und Teknoclash) [Kontor]
- 2023: TikTok Techno Jessica (mit Teknoclash) [Smashed Society]
- 2023: Paradise (mit Marc Blou, Teknoclash und Sarah Bird) [Kontor]
- 2024: Alle Kauen (mit Teknoclash, Timbo und This Chris) [Smashed Society]
- 2024: Goodbye (mit Ruffy Limits) [Smashed Society

]

### Remixe
- 2015: X-lte Project – The Scream
- 2015: T.O.M. – This Is Crazy
- 2016: Frdy & twoloud – Fix Me (Parookaville Anthem 2016) [Playbox]
- 2017: Roger Horton – Selfish
- 2018: Le Shuuk – Simplify
- 2019: Vengaboys – Boom Boom Boom Boom [Bootleg]